# Greenpeace Film Festival
Le Greenpeace Film Festival est un festival de film documentaire sur l'environnement qui a lieu entièrement en ligne. Il est organisé depuis 2017 par l'ONG Greenpeace France et prend la suite du Green Up Film Festival, créé en 2012 par l'association belge Wake up.

## Première édition (2017)
Le festival a lieu du 17 juillet au 29 octobre 2017, en deux phases. Du 17 juillet au 10 septembre, 28 films documentaires sont présentés dans leur intégralité sur le site internet du festival. Chaque semaine, quatre films représentant une des sept catégories (biodiversité/écosystèmes, climat, alimentation/agriculture, déchets/pollution, finances/économie, énergie, transition écologique) sont disponibles gratuitement sur le site du festival. À l'issue de cette première phase, chaque film ayant remporté le plus grand nombre de votes dans chaque catégorie est sélectionné pour concourir pour le Prix du public. Du 16 au 29 octobre, les sept films restant sont de nouveau disponibles au visionnage, et le film réunissant le plus grand nombre de votes remporte le Prix du Public. Le film Empathy d'Ed Antoja remporte ce prix. 21 projections du film sont ensuite organisées dans 18 villes françaises.

### Liste des films sélectionnés pour le Prix du public
- Empathy, d'Ed Antoja
- Futur d'espoir, de Guillaume Thébault
- Kokota, terre d'espoir, de Craig Norris
- La tragédie électronique, de Cosima Dannoritzer
- Food Coop, de Tom Boothe
- Le Semeur, de Julie Perron
- Bikes vs Cars, de Fredrik Gertten

## Deuxième édition (2019)
Le festival a lieu du 14 au 29 janvier 2019, avec 15 films en compétition, disponibles gratuitement sur le site du festival pendant toute sa durée. Pour cette deuxième édition, le déroulement est différent de la première : le film qui reçoit le plus grand nombre de votes remporte le Prix du Public. Le lauréat est Frères des arbres, réalisé par Marc Dozier et Luc Marescot, qui suit le chef papou Mundiya Kepanga.

### Liste des films sélectionnés pour le Prix du Public
- Trafic d'ivoire : la guerre perdue, de Jakob Kneser
- Vents contraires, une histoire de la pêche française, de Chloé Henry-Biabaud et Sybille d’Orgeval
- Australie : accro au charbon, de Laurent Cibien et Pascal Carcanade
- Dead donkeys fear no hyena, de Joakim Demmer
- Frères des arbres, de Marc Dozier et Luc Marescot
- Bientôt dans vos assiettes (de gré ou de force), de Paul Moreira
- Nucléaire, l'impasse française, de Patrick Benquet
- Planète lait, d'Andreas Pichler
- Death by design, de Sue Williams
- Le climat, les hommes et la mer, de Christophe Cousin
- Nouveau monde, de Yann Richet
- Nature, le nouvel eldorado de la finance, de Denis Delestrac et Sandrine Feydel
- Tout s'accélère, de Gilles Vernet
- Le champ des possibles, de Marie-France Barrier
- Faut-il arrêter de manger des animaux ?, de Benoît Bringer

## Troisième édition (2020)
La troisième édition du festival se déroule du 13 au 27 janvier 2020, avec 15 films en compétition et 1 film hors-compétition. Les films seront disponibles gratuitement pendant toute la durée du festival.

### Liste des films sélectionnés pour le Prix du Public
- Amazonia : le réveil de Florestania, de Christiane Torloni & Miguel Przewodowski
- Cargo : la face cachée du fret, de Denis Delestrac
- Chemins de travers, de Sébastien Majonchi
- De Paris à Pittsburgh, de Sidney Beaumont & Michael Bonfiglio
- Hondar 2050, de Cesare Maglioni
- L’Arche d’Anote, de Mathieu Ritz
- L’Europe à la reconquête de la biodiversité, de Vincent Perazio
- L’homme a mangé la Terre, de Jean-Robert Viallet
- Le Cas Bornéo, de Dylan Williams & Erik Pauser
- Le Temps des forêts, de François-Xavier Drouet
- Les défis d’une autre agriculture, Tatjana Mischke & Caroline Nokel
- Mers de vie, de Julia Barnes
- Métamorphose, de Nova Ami & Velcrow Ripper
- Pauvres poulets : une géopolitique de l’œuf, de Jens Niehuss
- Vivre le changement, de Jordan Osmond & Antoinette Wilson
- Monstres et gardiens, de Phil Vine & Carl Naus

## Jury
Ce sont les spectateurs qui votent pour le ou les films de leur choix. Le film qui obtient le plus grand nombre de voix reçoit le Prix du Public, et des projections sont ensuite organisées dans plusieurs villes françaises.